# Georg Edmund Lucas
Georg Edmund Lucas (* 1. Juni 1853 in Dresden; † 28. Mai 1931 in Klotzsche) war ein deutscher Straßen-, Brücken- und Eisenbahningenieur sowie Rektor der Technischen Hochschule Dresden.

## Leben

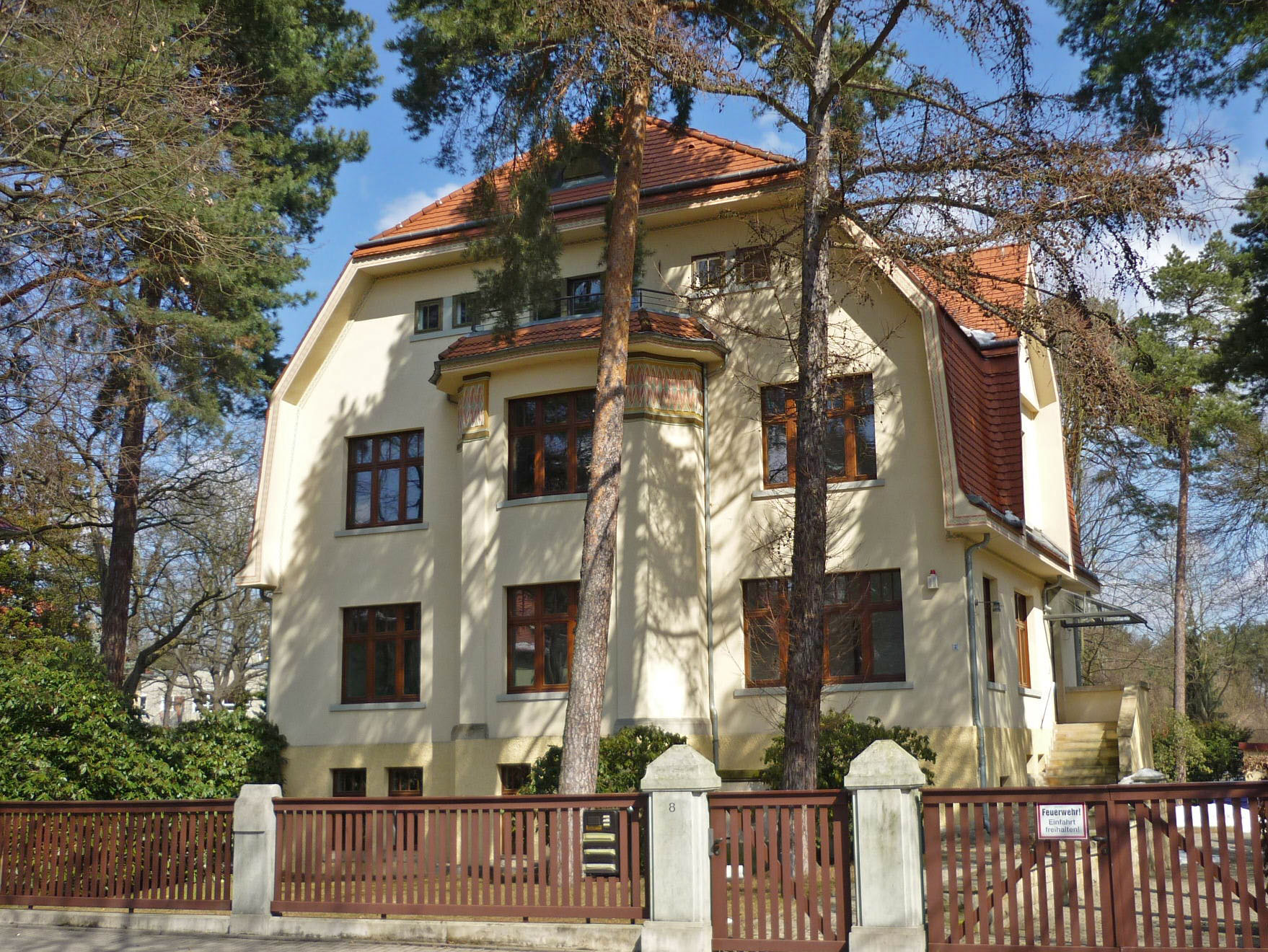
Villa Lucas in Klotzsche

Lucas kam 1853 als Sohn des Eisenbahnkondukteurs Gustav Her(r)mann Lucas und dessen Ehefrau Rosalie Agnes Lucas geb. Wiedemann in Dresden zur Welt. Lucas studierte von 1869 bis 1873 Bauwesen an der Polytechnischen Schule Dresden und schloss an der Ingenieur-Abteilung der Schule mit Belobigung ab. Nach Ende des Studiums war er bei der Leipzig-Dresdner Eisenbahn-Compagnie tätig, arbeitete später als Baubeamter für die Königlich Sächsischen Staatseisenbahnen und eröffnete ein eigenes Ingenieurbüro für Brückenbau. Ab November 1878 war er Mitglied der Dresdner Freimaurerloge „Zu den ehernen Säulen“. Im Jahr 1880 heiratete er Hedwig Clara Hänsel.
Von 1893 bis 1896 war Lucas Inspektor für Brückenprüfung bei den Königlich Sächsischen Staatseisenbahnen und arbeitete von 1899 bis 1890 als Vorstand des Brückenbaubüros der Staatseisenbahnen. Im Jahr 1900 folgte Lucas einem Ruf an die Technische Hochschule Dresden, an der er bereits studiert hatte. Er übernahm hier in Nachfolge des überraschend verstorbenen Paul Schmidt (1851–1899) zum Juli 1900 die Professur für Straßen-, Eisenbahn- und Tunnelbau einschließlich Erdbau und Trassieren. Zu seinen Schülern gehörte in der Zeit unter anderem Kurt Beyer. Lucas war im Studienjahr 1902/1903 und 1910/1911 Vorsteher der Bauingenieurabteilung und leitete die Hochschule 1911/12 als Rektor, wobei das Prorektorat Georg Helm innehatte. Im darauffolgenden Jahr war er unter dem neuen Rektor Ernst von Meyer als Prorektor tätig. Lucas wurde 1924 emeritiert und starb 1931 in Klotzsche.
Lucas lebte in der Villa Melanchthonstraße 8 (heute Selliner Straße 8) in Klotzsche, die er sich 1911–1912 erbauen ließ. Für seine Verdienste um den Straßen-, Eisenbahn- und Tunnelbau wurde er vielfach geehrt, so trug er den Ehrentitel Geheimer Hofrat, war ab Anfang der 1920er-Jahre Träger einer Ehrendoktorwürde der technischen Wissenschaft, und erhielt unter anderem den Sächsischen Verdienstorden (Ritterkreuz 1. Klasse), den Albrechts-Orden (Ritterkreuz 1. Klasse) das Ehrenkreuz von Schwarzburg (2. Klasse) sowie den Hausorden vom Weißen Falken (Komtur).

## Publikationen
- Der Tunnel. Teil 1: Der Entwurf des Tunnelbauwerkes. Ernst & Sohn, Berlin 1920
- Der Tunnel. Teil 2: Bauvorgang bei Herstellung der Tunnel: Erhaltungs- und Wiederherstellungsarbeitenel. Ernst & Sohn, Berlin 1926
- Die technischen Wissenschaften / Eisenbahnen. In: Siegfried Körte, Friedrich Wilhelm von Loebell, Georg von Rheinbaben, Hans von Schwerin-Löwitz, Adolph Wagner (Hrsg.): Deutschland unter Kaiser Wilhelm II. 3. Band, 10. Buch. Reimar Hobbing, Berlin 1914, S. 343–351.